# Las Tunas, Guerrero
Las Tunas är en ort i Mexiko.   Den ligger i kommunen Tepecoacuilco de Trujano och delstaten Guerrero, i den södra delen av landet, 150 km söder om huvudstaden Mexico City. Las Tunas ligger 802 meter över havet och antalet invånare är 193.
Terrängen runt Las Tunas är kuperad söderut, men norrut är den platt. Runt Las Tunas är det ganska glesbefolkat, med 36 invånare per kvadratkilometer. Närmaste större samhälle är Mayanalán, 6,4 km öster om Las Tunas. Omgivningarna runt Las Tunas är huvudsakligen savann.